# Realme C12
Realme C12 là điện thoại thông minh từ công ty realme của Trung Quốc.

## Kỹ thuật

### Phần cứng
Realme C12 được trang bị vi xử lý MediaTek Helio G35 octa-core tốc độ 2.3 GHz và.
Pin là 6.000 mAh; bộ sạc 10W được bao gồm trong hộp.
Thiết bị có RAM 3 GB với bộ nhớ trong 32 GB

### Camera
Realme C12 có thiết lập ba camera với camera chính 13 megapixel bao gồm khẩu độ f/2.2, cảm biến đơn sắc 2 megapixel bao gồm khẩu độ f/2.4 và một ống kính macro 2 megapixel khác bao gồm khẩu độ f/2.4. Máy ảnh này có chế độ làm đẹp, HDR, chế độ xem toàn cảnh, chế độ chân dung, time-lapse, slow-motion, nightscape, và nhiều hơn nữa. Realme C12 có thiết lập camera trước 5 megapixel với khẩu độ f/2.0

### Phần mềm
Realme C12 chạy Realme UI dựa trên Android 10